# 陳明經
陳明經（1548年—？），字則濟，號象川，河南汝寧府光州人，民籍，明朝政治人物。

## 生平
父廪生陳清，課子最嚴。隆慶元年（1567年）丁卯科河南鄉試第三十八名舉人。隆慶五年（1571年）中式辛未科會試第一百十九名，三甲第一百零六名進士。兵部觀政，授肥乡知县，萬曆四年（1576年）升大理寺左评事，六年升右寺副，历官大理寺左寺正，九年十月恤刑雲貴，十年升重慶府知府，十六年七月升四川副使、分巡川南，十九年十一月升本省左参政，二十年致仕。所至多仁政，为时名臣。其父时时督責，其为参政歸養，止令乘馬，曰：無得罪乡里長者。

## 家族
曾祖陳萬；祖父陳汝貴；父陳清，母李氏。具庆下。兄明學、明伦。